# Carolina (ort i Colombia, Antioquia, lat 6,72, long -75,28)
Carolina är en ort i Colombia.   Den ligger i departementet Antioquía, i den nordvästra delen av landet, 270 km nordväst om huvudstaden Bogotá. Carolina ligger 1 797 meter över havet och antalet invånare är 3 160.
Terrängen runt Carolina är huvudsakligen kuperad, men den allra närmaste omgivningen är platt. Runt Carolina är det ganska glesbefolkat, med 28 invånare per kvadratkilometer. Närmaste större samhälle är Gómez Plata, 8,4 km sydost om Carolina. I omgivningarna runt Carolina växer i huvudsak städsegrön lövskog.